# Shepherd's Rod
The Shepherd's Rod o The Rod (en español: La Vara del Pastor o La Vara) o los Davidianos' es una secta estadounidense excomulgada por la Iglesia Adventista del Séptimo Día mundial. Fue fundada en 1929 por Victor Houteff, su presidente y profeta. Houteff se unió a la Iglesia Adventista del Séptimo Día en 1919, pero fue excomulgado en 1930 por promover doctrinas "heréticas".
El nombre oficial de la organización cambió en 1942 a Adventistas Davidianos del Séptimo Día, pero tanto sus miembros como sus detractores seguían refiriéndose a ella como La Vara. El grupo tenía su sede en una propiedad conocida como Mount Carmel Center cerca de Waco, Texas y alcanzó su apogeo a principios de la década de 1950 con miles de adherentes antes de dividirse en varias facciones después de la muerte de Houteff en 1955. El nombre es una referencia a la publicación inicial y más importante de Houteff, La vara del pastor. Los diversos grupos que reivindican la teología de Houteff siguen siendo conocidos como La Vara del Pastor y Los Davidianos.

## Historia

### Las primeras preguntas de Houteff
La Vara del Pastor tiene sus raíces en Victor Houteff, que era entonces miembro de la Iglesia Adventista del Séptimo Día en una congregación local de California. Durante el primer trimestre de 1929, Houteff entró en conflicto con las autoridades eclesiásticas por las diferentes interpretaciones de los capítulos 54-66 del libro de Isaías. Él creía que la iglesia se estaba volviendo laxa en sus normas y necesitaba una reforma. Houteff compartía estos conceptos en sus lecciones de Escuela Sabática y clases de estudio vespertinas en la iglesia. Después de que los miembros de la iglesia se quejaran, los dirigentes locales determinaron que sus interpretaciones no eran compatibles con la teología adventista. Se le pidió entonces que suspendiera sus clases. Poco después, Houteff tuvo una reunión informal con algunos administradores locales y regionales de la iglesia para compartir sus puntos de vista. Los líderes tacharon sus opiniones de "extravagantes" y no lo tomaron en serio.
En noviembre de 1930, Houteff fue expulsado por la Iglesia Adventista del Séptimo Día local "para la protección de la iglesia" justo antes de publicar su libro.
Houteff se veía a sí mismo como un mensajero de Dios y era considerado por sus seguidores como un profeta.

### Publicación deLa vara del pastor
En el verano de 1930, Houteff recopiló sus ideas en un manuscrito de 172 páginas titulado La vara del pastor  Hizo un llamamiento a una reforma denominacional mundial y supuestamente aportó un "nuevo pensamiento" a la escatología de la Iglesia Adventista del Séptimo Día.
Houteff enumeró doce áreas específicas que, en su opinión, la iglesia debía abordar bajo el título "Lista parcial de abominaciones". Según Houteff, el propósito principal del libro era "una llamada a la reforma". También incluía información que intentaba definir la identidad de los 144.000 del Libro del Apocalipsis, así como sus controvertidas interpretaciones de Isaías 54-66.
Houteff entregó personalmente treinta y tres copias de su manuscrito a los líderes de la iglesia en la Conferencia General celebrada del 29 de mayo al 12 de junio de 1930 en San Francisco, California. Según Houteff, cada destinatario prometió leer el manuscrito detenidamente y responderle en persona o por carta. En los seis años siguientes sólo respondieron dos destinatarios. La explicación oficial de la iglesia fue que los destinatarios estaban preocupados con las tareas de la Sesión y no tenían tiempo suficiente para revisar el manuscrito.
Uno de los destinatarios, F.C. Gilbert, secretario de campo de la Conferencia General de los Adventistas del Séptimo Día y respetado autor de libros de teología adventista, respondió por carta aproximadamente dos semanas después. Gilbert aconsejó a Houteff que abandonara sus ideas. Para decepción de Houteff, no abordó sus doce puntos o puntos de vista sobre los "144.000". En cambio, Gilbert cuestionó la aplicación que Houteff hacía de ciertos símbolos, puso en duda su método de análisis y rechazó su manuscrito por considerarlo poco sólido. Gilbert también envió copias de sus hallazgos a los líderes de la iglesia en el área de Los Ángeles. Los líderes de la iglesia estaban satisfechos de que las interpretaciones de Houteff hubieran sido refutadas.
Houteff, sin embargo, seguía seguro de sus enseñanzas. Completó su libro añadiendo 83 páginas e hizo imprimir 5.000 ejemplares de La vara del pastor en noviembre de 1930, que luego distribuyó a varios ministros, obreros y laicos adventistas.

### La propagación de la controversia
A pesar de haber sido expulsado en 1930, Houteff siguió oponiéndose a establecer un nuevo movimiento. Dijo a sus seguidores: "en caso de que el nombre de alguien sea eliminado de los libros de la iglesia por llevar el mensaje, no os desaniméis en modo alguno, sino seguid adelante como si nada hubiera pasado. Pagad vuestro diezmo y ofrenda honrados a vuestra iglesia y sentid que ES la casa de vuestro Padre." Comenzaron a formarse grupos de estudio en varias iglesias adventistas de todo el país con el propósito de revisar las nuevas doctrinas de Houteff. Aquellos que aceptaron sus conclusiones y promovieron su material también fueron expulsados.
En 1932, Houteff publicó The Shepherd's Rod, Volume 2, un libro de 304 páginas. Dos folletos adicionales siguieron en 1933 que comprende el comienzo de una serie de tratados que más tarde se conoce como Volumen Tres. Las denuncias comenzaron a surgir que los creyentes de las enseñanzas de Houteff estaban siendo físicamente expulsados de los servicios de culto simplemente debido a su estudio de los materiales de Houteff. También se difundieron informes de que el propio Houteff fue brutalmente agredido al intentar entrar en una Iglesia Adventista Unida del Séptimo Día en Los Ángeles, California.
Al no encontrar otro recurso después de que la Iglesia Adventista del Séptimo Día rechazara las reclamaciones y demandas de reforma de Houteff, los creyentes de la Vara organizaron la Universal Publishing Association (UPA) en 1934 en Los Ángeles, California. El propósito de la UPA era la publicación del mensaje de la Vara, que los seguidores de la Vara creen que es el cumplimiento del Señor de lo prometido en Miqueas 6:9 y 7:14.
En diciembre de 1933, el presidente de la Conferencia de Carolina, E.T. Wilson, abrazó públicamente los puntos de vista de Houteff y comenzó a promoverlos, convirtiéndose en el vicepresidente de Shepherd's Rod en 1934.

### Audiencia de 1934
El 18 de enero de 1934 se concedió una audiencia formal cuando la Iglesia Adventista del Séptimo Día del Tabernáculo de Fullerton, California, envió una petición a los administradores regionales solicitando una audiencia oficial para examinar las enseñanzas de Houteff. El acuerdo estipulaba que doce ministros se reunirían en panel para escuchar las opiniones de Houteff. Houteff debía presentar cinco estudios al panel en una semana. Después de cada estudio, el panel debía revisarlo, determinar su veracidad y volver a convocar la reunión. Si se encontraba un error en el estudio, la reunión debía suspenderse.
La audiencia tuvo lugar el lunes 19 de febrero de 1934 en Los Ángeles, California. Según Houteff, no se enteró de los detalles de la audiencia hasta el jueves anterior. Doce ministros experimentados fueron elegidos para escuchar los puntos de vista de Houteff y decidir si esos puntos de vista eran consistentes con la comprensión de la Iglesia de la profecía. Los doce ministros fueron: A. G. Daniells, Secretario de Campo; Glenn A. Calkins, Presidente de la Conferencia de la Unión del Pacífico; G. A. Roberts, Presidente de la Conferencia del Sur de California; C. S. Prout, Presidente de la Conferencia del Sureste de California-Arizona; W. G. Wirth, Profesor de Biblia en el Colegio de Médicos Evangelistas; H. M. S. Richards, Evangelista; C. M. Sorenson, Profesor de Biblia en el Southern California Junior College; J. A. Burden, director del sanatorio Paradise Valley; J. C. Stevens, pastor de la Iglesia Adventista del Séptimo Día en Glendale, California; W. M. Adams, secretario de Libertad Religiosa de la Conferencia de la Unión del Pacífico; J. E. Fulton, presidente de la Conferencia del Norte de California; y F. C. Gilbert, secretario de campo de la Conferencia General. Sin que Houteff lo supiera, el más alto cuerpo eclesiástico de la Iglesia se reunió ese mismo día en Washington D. C., declaró que sus enseñanzas eran herejía y nombró un comité para que preparara un documento refutando sus argumentos para su circulación general.
En Los Ángeles, la reunión comenzó con una oración y la lectura literal del acuerdo que reunió al panel. El presidente, A.G. Daniells, manifestó que la reunión se celebraría "en estricta armonía con los términos del acuerdo expuestos en la solicitud escrita". Houteff presentó su primer estudio sobre el tema "La cosecha". A pesar de la declaración del Presidente y de los términos del acuerdo, el Panel solicitó que Houteff continuara con el resto de sus estudios después de la conclusión de su primer estudio, para que el Panel pudiera obtener la "imagen completa". Cuando Houteff se negó en armonía con los términos del acuerdo, la reunión se levantó abruptamente. El Comité presentó sus conclusiones por escrito cuatro semanas más tarde, el 18 de marzo de 1934, declarando unánimemente que sus enseñanzas eran falsas. Después de sentir que había sido tratado injustamente en su audiencia, Houteff comenzó a formar una asociación con el propósito de promover el avivamiento y la reforma entre los Adventistas del Séptimo Día. A pesar de dar este paso, Houteff continuó defendiendo que los adherentes siguieran manteniendo su membresía dentro de la Iglesia Adventista del Séptimo Día.
Los acontecimientos de los primeros años del movimiento davidiano proporcionan, hasta cierto punto, una idea de las razones por las que la controversia continúa hoy en día en la Iglesia Adventista del Séptimo Día. Los líderes de la Iglesia Adventista del Séptimo Día consideraron que Houteff era incorregible y testarudo, que no escuchaba más voz que la suya propia y que persistió en enseñar sus ideas hasta que la Iglesia se vio obligada a expulsarlo. Los davidianos responden que las enseñanzas de Houteff no fueron declaradas oficialmente herejía en el momento en que fue expulsado ni durante varios años después, y que no había otros motivos para hacerlo.Los líderes de la Iglesia Adventista del Séptimo Día también sostienen que el panel de doce ministros escuchó las opiniones de Houteff incluso después de que fuera expulsado y consideró que no eran sólidas. Los davidianos afirman que la audiencia de Houteff fue injusta porque, al parecer, violaba el Acuerdo de Fullerton y sus enseñanzas ya habían sido juzgadas. Los davidianos señalan que, en su opinión, los dirigentes actuaron de forma deshonesta al convocar una reunión en Washington D. C. a espaldas de Houteff antes de que se tomara la decisión del Comité. También existe controversia sobre si Houteff renunció voluntariamente a su condición de miembro o no. Sin embargo, la historia oficial de la Iglesia Adventista del Séptimo Día afirma que fue expulsado y no renunció voluntariamente a su membresía.
Entre 1934 y 1936 la Iglesia Adventista del Séptimo Día declaró herejía el mensaje de la Vara del Pastor. Hoy en día, sigue identificando el movimiento davidiano como un "movimiento desleal y divisivo". Cualquier miembro que elija identificarse con el mensaje davidiano o con su creador se somete a la disciplina de la Iglesia incluyendo la expulsión.

### Organización oficial
El 12 de marzo de 1934, la Vara del Pastor se organizó oficialmente. Houteff argumentó que esto se hizo porque el Acuerdo de Fullerton estipulaba que el Comité de la Conferencia Adventista del Séptimo Día debería haber respondido a su primer estudio en aproximadamente 24 horas y habían pasado varias semanas sin comunicación del Comité después de suspender abruptamente la reunión. La Iglesia Adventista del Séptimo Día respondió que se le informó al cierre del primer estudio que el Comité necesitaría tiempo para estudiar y comparar notas.
El 15 de julio de 1934 se publicó el primer boletín de la organización, El Código Simbólico. En el número del 15 de agosto de 1934, Houteff escribió,
Al estar privados de todas las ventajas denominacionales tales como sanatorios, fábricas de alimentos saludables, imprentas, etc., tal vez sea necesario un lugar rural para el establecimiento de una unidad combinada que ayude a llevar el mensaje a la iglesia hasta que el "asedio contra ella" culmine con éxito en una gloriosa victoria cuando "el celo de Jehová de los ejércitos lo lleve a cabo." (Isa. 9:7.) Esto ha sido sugerido por una hermana y su esposo que han tenido considerable experiencia en esta línea. Por lo tanto, llamamos la atención de todos los que están en la luz para que consideren tal empresa. Cualquiera que tenga conocimiento de tal ubicación y la información necesaria al respecto, por favor comuníquelo a esta oficina. Nuestras oraciones por tal empresa en nombre del pueblo de Dios serán contestadas por cualesquiera que sean los resultados de este llamamiento.
En 1937, la organización tomó una forma más definida nombrando a nueve personas para formar un Consejo Ejecutivo, enumerando secretarios de campo y otros oficiales y redactando una constitución y estatutos bajo el nombre de "Asociación General de Adventistas del Séptimo Día de la Vara de Pastor".
En 1942, el nombre de la organización fue cambiado oficialmente a "Adventistas Davidianos del Séptimo Día" y tres tratados de organización fueron publicados a principios de 1943 identificando componentes adicionales de la organización existente. La organización pasó a llamarse Asociación General de Adventistas del Séptimo Día Davidianos. También se llamó Asociación Adventista Davidiana del Séptimo Día en uno de sus tratados de organización.

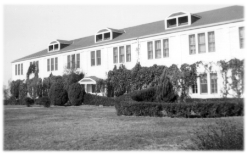
Este era el edificio más grande dentro de los terrenos davidianos en Waco, Texas, conocido como el edificio de administración (c. 1950s)

.

### Centro Monte Carmelo
Poco después de organizarse en 1934, los líderes de Shepherd's Rod comenzaron a desear un lugar más grande y céntrico para establecer su sede. En abril de 1935, se compraron 189 acres en las afueras de Waco, Texas, y la oficina de la sede se trasladó a esa propiedad en septiembre de 1935. Previendo el trabajo que deseaban llevar a cabo desde allí, el nuevo hogar para su trabajo fue llamado "Centro Monte Carmelo" por el lugar donde Elías llamó a los israelitas a volver a adorar a Dios. Hasta 125 personas residían en el Centro. En 1937 se añadieron 186 acres adicionales.
Una de las principales quejas de Houteff era que las principales instituciones de la Iglesia Adventista del Séptimo Día estaban comprometiendo su mensaje y misión al buscar la aprobación y acreditación de las juntas médicas y educativas aplicables. Irónicamente, algunos de los críticos de Houteff emitieron quejas similares. La organización davidiana estableció instituciones propias, afirmando seguir estrictamente las directrices de los fundadores de la Iglesia adventista. Durante los siguientes veinte años se establecieron en la propiedad una escuela infantil, un sanatorio, una casa de reposo, una escuela de formación profesional y economía doméstica y otras mejoras. También había una extensa explotación agrícola con un huerto de aproximadamente 900 árboles, vacas lecheras y un gran huerto. La estructura emblemática era el edificio administrativo de varios niveles, que albergaba la oficina principal, las oficinas adicionales del personal, la capilla, el equipo de impresión y los dormitorios de Houteff.  Este edificio está actualmente en posesión de la Vanguard College Preparatory School.

### Años de apogeo
Gracias a la labor evangelizadora de Houteff, varios miles de adventistas aceptaron la doctrina de La vara del pastor. Se cree que Benjamin Roden aceptó la doctrina de La vara del pastor en 1946, y junto con su esposa, Lois, trató de compartir el mensaje con otros dentro de la Iglesia Adventista del Séptimo Día.
El apogeo de la fuerza y la actividad de los davidianos se produjo a principios de la década de 1950. A mediados de la década de 1950, sus suscriptores regulares, estudiantes y devotos pueden haber sido cerca de 100.000 en todo el mundo. Creyendo que los acontecimientos predichos en los escritos de Houteff pueden haber estado a punto de cumplirse y aprovechando el impulso aparente de una predicción fallida que la iglesia hizo con respecto al regreso de los Judíos a Palestina, el movimiento puso en marcha una "campaña de caza" en 1953. Se trataba de un esfuerzo puerta a puerta para llegar a los adventistas con las publicaciones davidianas. Para ayudar a conseguirlo, la Asociación empezó a vender propiedades del Centro Monte Carmelo y compró media docena de automóviles nuevos. Un factor adicional que impulsó la venta de la propiedad del Monte Carmelo fue su invasión de los límites de la ciudad de Waco. Se esperaba que la invasión de los límites de la ciudad sobre la propiedad coincidiera con la finalización de la campaña puerta a puerta. Se creía que esto habría llevado a presenciar el cumplimiento de las predicciones de Houteff e ir al "Reino".

### Las fracturas de la Vara del Pastor

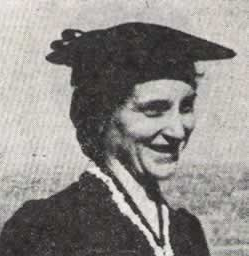
Florence Houteff

Victor Houteff murió inesperadamente a los 69 años el 5 de febrero de 1955, en plena campaña de caza. Su muerte provocó una inmediata lucha por el poder y la fractura de la organización Shepherd's Rod en varias facciones.
La viuda de Victor, Florence Houteff, secretaria de la Asociación, intento expulsar inmediatamente a E. T. Wilson, que había sido nombrado personalmente Vicepresidente de la Asociación por Houteff durante el proceso de organización de 1934, y se habría convertido en Presidente en funciones por defecto. Florence Houteff convocó una reunión del Consejo Ejecutivo el día siguiente de la muerte de su marido, con Wilson ausente por enfermedad. En ausencia de Wilson, Houteff logró convencer al Consejo Ejecutivo para que la nombrara vicepresidenta y destituyera a Wilson. Su argumento se basaba en la afirmación de que estas acciones "estaban en armonía con las recomendaciones hechas por el hermano Houteff antes de su muerte". Esta petición parecía tan insólita que, en una reunión celebrada al día siguiente, un miembro del Consejo Ejecutivo la retó a que aportara pruebas de su afirmación. A pesar de reconocer que no podía aportar ninguna prueba, el Consejo Ejecutivo cedió y siguió adelante con su petición. Una vez establecida como Vicepresidenta, la Sra. Houteff anunció que tenía en mente algunos cambios de procedimiento y aumentó el poder de veto del Vicepresidente.
Varios meses después de la muerte de Victor Houteff, el miembro de la Vara de Pastor Benjamin Roden comenzó a afirmar que había recibido nuevas revelaciones de Dios y que debía ser reconocido como el nuevo líder de la Vara de Pastor. La señora Houteff y el Consejo Ejecutivo rechazaron las afirmaciones de Roden.
Houteff publicó una predicción según la cual el período de cuarenta y dos meses del que se habla en Apocalipsis 11:3-6 comenzaría en noviembre de 1955 y terminaría el 22 de abril de 1959. Esta predicción se ha atribuido supuestamente a Victor Houteff, pero nunca se ha producido ninguna declaración de sus escritos que apoye esta interpretación. Roden se opuso a la predicción de Houteff y fundó la organización Rama Davidiana varios meses después. La Rama Davidiana diferían de los Davidianos originales en varias áreas, tales como el requisito de que los días de fiesta deben ser guardados y que el Espíritu Santo es un ser femenino. El nombre es una alusión a la "Rama" ungida mencionada en Zacarías 3:8; 6:12.
El 9 de abril de 1959, un grupo de miembros de la Rama Davidiana envió una carta de protesta a la Conferencia General de los Adventistas del Séptimo Día aclarando su oposición a las predicciones de la Sra. Houteff y sus motivos para hacerlo.
Houteff y el Consejo Ejecutivo publicaron un desafío abierto a los dirigentes de la Iglesia Adventista del Séptimo Día poco antes de la terminación de los 42 meses, el 22 de abril de 1959. El desafío de la Sra. Houteff afirmaba que el cumplimiento de su predicción determinaría si el mensaje de su difunto esposo era cierto o no.
El 22 de abril de 1959 transcurrió sin que se materializaran los acontecimientos predichos. La confusión y la vergüenza se apoderaron del movimiento davidiano, que continuó fracturándose. Muchos adeptos se marcharon.
En 1962, otro grupo de davidianos envió una carta de protesta a los dirigentes de la Iglesia Adventista del Séptimo Día, rechazando la predicción de Houteff de 42 meses. Este grupo fue a California para reorganizarse y continuar la distribución de la literatura original de Houteff. Estos individuos se convirtieron en los precursores de la actual Asociación Adventista del Séptimo Día Davidiana.
Houteff anunció su intención de disolver la organización davidsoniana, vender los activos y repartir los beneficios entre su Consejo Ejecutivo. Muchos miembros se opusieron a este acuerdo. Ella y los miembros del Consejo Ejecutivo que permanecieron leales a ella dimitieron el 1 de marzo de 1962, se llevaron cinco mil dólares en efectivo, y dejaron el resto de los activos en manos de un abogado para su distribución.
La mayor parte de la propiedad del Mount Carmel Center acabó en manos del EE Ranch, pero los Branch Davidians conservaron un núcleo 77 acres (31,2 ha) alrededor del edificio administrativo.

### Grupos resultantes
- Rama Davidiana
- Advanced Truth Laymen's Movement, Florida
- Asociación General de Adventistas del Séptimo Día Davidianos, Waco, Texas.
- Centro Mt. Carmel, Salem SC (Adair)
- Asociación General de Adventistas del Séptimo Día Davidianos, Mountaindale, NY
- Bashan Hill, Exeter, Misuri (Bingham)
- Asamblea de Dios, Eldon, Iowa

## En la cultura popular
Una facción de la Shepherd's Rod conocida como los Branch Davidians estuvo involucrada en un asedio en el Mount Carmel Center en 1993, en el que murieron tanto agentes de la ley como Branch Davidians. Los medios de comunicación prestaron gran atención a este suceso.
Ocho de las cartas proféticas de Victor Houteff aparecieron en una exposición de arte titulada "En la undécima hora" en Cabinet en Brooklyn, Nueva York, en 2009.

## Nombre
A los seguidores de los escritos de Victor Houteff se les conoce como La Vara del Pastor (o La Vara), pero también utilizan el término para referirse a los adventistas del séptimo día davidianos. El apelativo "Shepherd's Rod" se deriva del título de una serie de dos volúmenes escrita por Houteff, cuyo primer volumen se publicó en 1930.
.

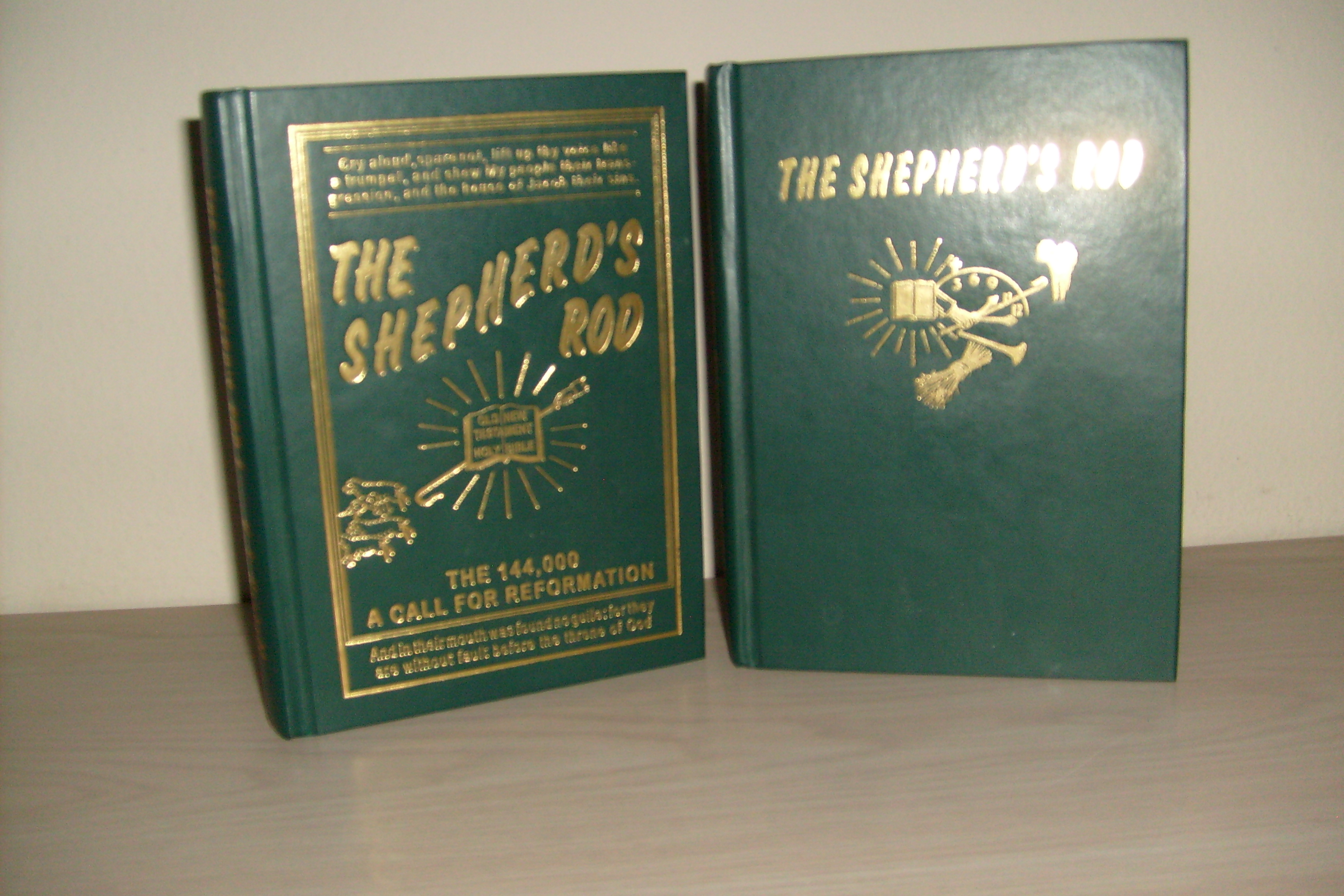
La vara del pastor, volúmenes 1 y 2. Las primeras publicaciones del movimiento davidiano, editadas en 1930 y 1932 respectivamente

En ambos volúmenes de su obra, Houteff hacía referencias al libro de Miqueas bíblico: 
La voz del Señor clama a la ciudad y el hombre de sabiduría verá tu nombre: Oíd la vara, y quién la ha designado, (KJV)
 y 
Alimenta con tu vara a tu pueblo, al rebaño de tu heredad, que habita solitario en el bosque, en medio del Carmelo: que apacienten en Basán y Galaad, como en los días de antaño. (KJV)
Los estatutos de la DSDA, redactados por Houteff en febrero de 1943, y conocidos como "El Levítico de la D.S.D.A." establecen:
 El nombre, davidsoniano, derivado del nombre del rey del Antiguo Israel, le corresponde a esta Asociación en razón de los siguientes aspectos: En primer lugar, se dedica a la labor de anunciar y llevar a cabo la restauración (como se predijo en Oseas 1:11; 3:5) del reino de David en el antitipo, en el trono de los cuales Cristo, "el hijo de David", se sentará.  En segundo lugar, pretende ser la primera de las primicias de los vivos, la vanguardia de entre los descendientes actuales de los judíos que componían la Iglesia cristiana primitiva.  Con el surgimiento de esta vanguardia y su ejército, las primicias, de las que son elegidos los 12.000 de cada una de las doce tribus de Jacob, "los 144.000" (Ap. 14:1; 7:2-8) que están de pie en el Monte Sión con el Cordero (Ap. 14:1; 7:2-8), comienza el reinado del David antitípico.

## Misión
La misión de la organización davidiana del Séptimo Día es anunciar y preparar el camino para lo que dice que será la restauración del reino de paz de David predicho en la Biblia. Este reino davídico ha de traer "paz a la tierra y buena voluntad para con los hombres". La misión afirma que logrará esto llamando primero a una reforma en la Iglesia Adventista del Séptimo Día y luego difundiendo los "Mensajes de los Tres Ángeles" de Apocalipsis 14 por todo el mundo. Se cree que esto preparará a un pueblo para la Segunda Venida de Cristo y marcará el fin de todo dolor y sufrimiento.

## Doctrina principal
Los davidianos afirman tener las mismas creencias fundamentales que sus homólogos adventistas y que la divergencia de puntos de vista comienza con la interpretación de temas adicionales de la profecía. Sin embargo, debido a las diferentes interpretaciones de los temas proféticos de la corriente principal de la Iglesia Adventista del Séptimo Día, los davidianos añaden quince creencias fundamentales.
El mensaje de los davidianos se centra en gran medida en la interpretación de la profecía simbólica. Debido a esto, ha sido criticado por llevar a sus creyentes a ser legalistas y descuidar lo que se considera asuntos "más importantes", como el amor y la devoción a Dios. Houteff abordó estas críticas tanto directa como indirectamente en sus publicaciones.
Los principales temas del mensaje de La Vara publicado por Victor Houteff se enumeran a continuación con breves explicaciones:
- Un Llamado a la Reforma: Los davidianos creen que la Iglesia Adventista del Séptimo Día se ha vuelto laxa en sus normas, prácticas y devoción a Dios y que las instituciones de la Iglesia han cambiado del patrón de operación y propósito del fundador original.[64]
- Los 144.000: Apocalipsis Capítulo 7: El propósito fundamental del mensaje de la Vara del Pastor es identificar la identidad corporativa de los 144.000 de Apocalipsis 7. Este tema ha sido muy discutido en el adventismo durante muchos años. Houteff creía haber recibido revelaciones que desvelaban el misterio. En primer lugar, afirmó que los davidianos eran la misma compañía que los "señalados" que se encuentran en Ezequiel 9 (véase la siguiente sección).[65] A continuación, Houteff describió a los davidianos como judíos cristianos que habían perdido su identidad racial a lo largo de los siglos.[66] Por último, describió a los davidianos como aquellos que predicarían a todas las naciones y reunirían una innumerable compañía de personas que aceptarían las enseñanzas de los davidianos.[67] En cuanto a este último punto, Houteff afirmó que la Iglesia Adventista del Séptimo Día había enseñado puntos de vista casi idénticos apenas tres años antes de la publicación de su primer libro, La vara del pastor,[68] y Houteff consideró que no debería haber sido un punto de discordia.
- Ezequiel 9: Aunque se atribuye en gran medida a sus opiniones, Houteff no fue el primer escritor relacionado con el adventismo que fusionó Ezequiel 9 con Apocalipsis 7. El pionero adventista del séptimo día, James White, fue el primero en establecer el vínculo en la primera publicación de la Iglesia Adventista del Séptimo Día.[69] Su esposa, la profetisa de la iglesia Ellen G. White, estableció la conexión más tarde con más detalle.[70][71] Houteff se basó en gran medida en el enlace de Jaime White, pero es único al describir el acontecimiento en detalle como el comienzo del "juicio investigador para los vivos" (véase la sección siguiente).[72] Houteff también es único al describirlo como la purificación final de la iglesia y situar su cumplimiento justo antes de la reunión de la innumerable compañía.[cita requerida]Houteff mantuvo que la "degollación" mencionada en el texto era un acontecimiento literal y futuro realizado por ángeles. Una declaración publicada por Ellen G. White Estate veinticinco años después de la muerte de Houteff parece corroborar esta afirmación.[73] A veces también se le atribuye la enseñanza de que los davidianos llevarían a cabo la matanza representada; sin embargo, los escritos de Houteff no reflejan tales enseñanzas y contienen una negación directa de esta afirmación, desestimando tal noción como "absurda".[74][75]
- El Juicio Investigador para los Vivos: El concepto del "juicio investigador" es casi exclusivo de los Adventistas del Séptimo Día. Se cree que la venida de Cristo es inminente. Justo antes de la Segunda Venida de Cristo, tendrá lugar un juicio en el cielo que constituye una revisión de los registros para ver quién se salvará y quién se perderá (véase Dan. 7:9, 10). Al igual que los Adventistas del Séptimo Día, los davidianos creen que este juicio comenzó en 1844 con los muertos. Houteff explicó que el juicio para los vivos no era sólo una investigación de los registros en el Cielo, sino también una investigación de la gente en la tierra; primero en la iglesia, luego en el mundo. Nunca fijó una fecha para cuando esto ocurriría,[76] pero sí afirmó que comenzaría en la iglesia adventista y fue descrito en Ezequiel 9 y Mateo 13:30.[77] Según Houteff, los 144.000 serían los que sobrevivieran al juicio en la iglesia.[77]
- El Reino Premilenial: Este concepto representa la más amplia desviación de los davidianos de la teología de la Adventista del Séptimo Día. El Oriente Medio tiene un papel importante en la comprensión de los Davidianos de los acontecimientos del fin de los tiempos. En la escatología moderna adventista del séptimo día, tiene poco o nada. Los davidianos creen que se establecerá un reino en Palestina justo antes del regreso de Cristo, basándose principalmente en numerosas profecías del Antiguo Testamento (como Oseas 3: 4, 5; Mic. 4, Eze. 36, 37; Jer. 30, 31; Isa. 11). Se cree que será un reino de paz donde nadie, humano o animal, hará daño a otro.[78] Houteff afirmó que cada profeta en las escrituras del Antiguo Testamento predijo este reino,[78] y pasó a explicar cómo el actual Estado de Israel no cumplió esas profecías.[78] La corriente principal de los adventistas del séptimo día considera que estas profecías son condicionales, basadas en la obediencia del antiguo Israel; algunas pueden no cumplirse nunca y otras pueden cumplirse en principio, pero no necesariamente en todos los detalles.[79] Además de la profecía simbólica, el mensaje de la Vara del Pastor contiene consejos sobre una vida sana,[80] un matrimonio y una vida familiar satisfactorios,[81][82] educación,[83] oración,[84] y otros temas prácticos.

## Estructura organizativa
El documento rector de los Adventistas del Séptimo Día davidianos se titula El Levítico de los Adventistas del Séptimo Día davidianos.  Se hace referencia a él como uno de los "tres tratados de organización... de 102 páginas" y la "literatura de la reforma". Este tratado contiene la constitución y los estatutos, así como el propósito y el modelo de la Asociación Adventista Davidiana del Séptimo Día. Aunque afirma constituir la literatura de la "reforma", reconoce que su constitución y estatutos no serán plenamente operativos hasta que se establezca el "reino de paz" propuesto.
El Consejo Ejecutivo constituye el órgano de gobierno. Idealmente, consta de siete miembros: cuatro oficiales y tres no oficiales. El Consejo Ejecutivo tiene plena autoridad administrativa y ejecutiva entre las sesiones de la Asociación. Cuando la Asociación Adventista del Séptimo Día de David está en Sesión, el Consejo Ejecutivo cede su autoridad a la Sesión. Los funcionarios regulares del Consejo son el Presidente, el Vicepresidente, el Tesorero y el Secretario. Los ejemplos bíblicos a los que se hace referencia en la constitución indican que el Presidente es elegido directamente por Dios a través de un encuentro directo, cara a cara. Este proceso es sin ninguna otra participación humana. El Presidente tiene el doble papel de profeta y administrador principal de la Asociación.
Los ejemplos de las escrituras relacionados con todos los demás oficiales describen tres métodos de nombramiento: nombramiento directo por el Presidente, nombramiento indirecto por el Presidente y nombramiento directo por el cuerpo de creyentes. En ausencia de alguien que ocupe el cargo de Presidente, algunos grupos davidianos tienen un Vicepresidente como administrador principal. El vicepresidente asume el papel administrativo y el papel profético (por otro Grupo Davídico. Esta posición se toma basada en el entendimiento de que no hay intérpretes inspirados adicionales (profetas) se deben a la iglesia hasta después del establecimiento del reino.
Los ministros davidianos pueden ser licenciados u ordenados. Los ministros ordenados están calificados para enseñar oficialmente y representar al movimiento davidiano, así como para realizar ceremonias tales como bautismos, funerales y bodas. Los ministros con licencia pueden enseñar y representar al movimiento, pero no pueden celebrar ceremonias bíblicas a menos que el Consejo Ejecutivo lo autorice especialmente. Dado que no se desea establecer casas de culto separadas, los ministros no actúan en el sentido tradicional, pero tienen capacidad para hacerlo siempre y cuando surja la necesidad. Las ceremonias suelen realizarse para los creyentes en el mensaje davidiano cuando los ministros adventistas del séptimo día de la corriente principal se niegan a hacerlo.
Los secretarios de campo son ministros con credenciales o trabajadores bíblicos que son responsables de un área geográfica particular dentro de un territorio designado.[cita requerida] Pueden ponerse en contacto con las partes interesadas, responder preguntas y dirigir a las personas a los trabajadores dentro de su territorio.[cita requerida]
Los obreros bíblicos son individuos que han demostrado competencia con la enseñanza del mensaje davidiano.[cita requerida] Pueden dedicarse a esta actividad a tiempo completo o parcial. En la mayoría de los casos, los que se convirtieron en obreros y ministros bíblicos con credenciales se graduaron de la escuela de formación: el Instituto Davídico-Levítico (D.L.I.). Estas escuelas de capacitación se llevan a cabo en varias ocasiones en varios lugares a nivel nacional e internacional.
Los miembros suelen clasificarse en dos categorías: acreditados y no acreditados. El miembro acreditado es aquel que ha solicitado y se le ha concedido un Certificado de Miembro. Un miembro no acreditado es alguien a quien no se le ha concedido un Certificado de Miembro pero que apoya al movimiento a través de diversos medios y cree en sus publicaciones.

## Escritos
Victor Houteff continuó publicando volúmenes adicionales de sus escritos proféticos hasta su muerte en 1955. Estas publicaciones contienen, pero no se limitan a, no menos de 15 tratados numerados, cinco volúmenes de "El Contestador" (preguntas enviadas a su oficina por creyentes y no creyentes de su mensaje), dos volúmenes de "Saludos Oportunos", (Volumen 1 conteniendo 52 libros y Volumen 2 conteniendo 46 libros), y una serie de publicaciones mensuales titulada "El Código Simbólico" conteniendo muchos de los sermones sabáticos de Houteff. Estos sermones fueron dados después de que los creyentes tanto en el "Espíritu de Profecía" (Ellen G. White), como en los mensajes Davidianos fueran expulsados y eligieran tener cultos privados en lugar de comenzar una nueva denominación eclesiástica. Estas publicaciones incluían preguntas y respuestas, recetas para una vida saludable, aliento y amonestación espiritual, cartas desde el campo de su trabajo en la Iglesia Adventista del Séptimo Día, y muchos otros temas prácticos de la vida cristiana. También editó publicaciones varias y cartas públicas a los dirigentes de la Iglesia Adventista del Séptimo Día (nueve "Cartas de Jezreel"). Todas estas publicaciones se distribuyeron y enviaron por correo gratuitamente a muchos miles de destinatarios en todo el mundo. (Véase "1950 General Conference Special" p. 34-35, p. 44.)

### Críticas de la Iglesia Adventista del Séptimo Día
Las enseñanzas de Houteff incluyen un mensaje dirigido directamente a los miembros de la Iglesia Adventista del Séptimo Día. Houteff, que consideraba que la Iglesia Adventista se había apartado de las creencias sobre las que se había fundado cien años antes, veía su mensaje como un método para resolver los numerosos desacuerdos doctrinales que habían surgido a medida que la Iglesia se expandía en la década de 1900 tras la muerte de Ellen G. White.
Representantes davidianos fueron implicados por ciertos líderes de la Iglesia Adventista del Séptimo Día en el inicio de un incendio que causó cuatro muertes en San Francisco, California, en el momento de la Sesión de la Conferencia General en 1936. Los davidianos sospechosos fueron detenidos, interrogados y fueron absueltos y puestos en libertad en treinta minutos.
Mientras que la Iglesia Adventista del Séptimo Día tiene una política uniforme con respecto a los puntos de vista del mensaje y el movimiento davidianos, no hay una política de toda la iglesia con respecto a la asistencia a la iglesia. En consecuencia, las percepciones locales y regionales de los davidianos son variadas. En algunas localidades, los davidianos experimentan una tolerancia tibia o una aceptación leve. Las actitudes hacia ellos van desde una leve molestia hasta una grave amenaza para la estabilidad y la misión de la Iglesia. Esto ha dado lugar a algunas políticas y recomendaciones de gran alcance sobre cómo tratarlos. Como mínimo, se instruye a los miembros de la iglesia para que no estudien con los davidianos. Según el doctor William Pitts, profesor de Religión en la Universidad de Baylor y destacado experto en los davidianos, "los adventistas me han hablado de sus consejeros que recogían folletos davidianos de los campistas en cuanto los distribuían y los depositaban en cubos de basura. " Algunos líderes adventistas han publicado que los davidianos eran tan apóstatas que se les debería negar la participación en los servicios de comunión celebrados por la iglesia, a pesar de que ésta tradicionalmente permite participar a los no miembros. Testimonios publicados por adherentes de la época sugieren que esas instrucciones fueron llevadas a cabo.
En un memorando de 2012 a sus pastores de área, La Conferencia de Georgia-Cumberland de la Iglesia Adventista del Séptimo Día se refirió a los seguidores del mensaje de los davidianos como "duros agresores contra la iglesia" y los comparó con "células cancerosas". El memorándum también incluye un formulario de carta que se debe dar a cualquier individuo identificado con el movimiento davidiano solicitando que cesen y desistan de entrar en la propiedad de la iglesia inmediatamente. Además, establece que si el individuo decide retractarse del mensaje de La Vara, no recibirá ayuda de la congregación local, sino que deberá comunicarse con los funcionarios de la conferencia local. Hay pruebas de que esta política se ha aplicado. Al contrarrestar y disipar estas acusaciones, los davidianos generalmente señalan incidentes históricos en los que sus adherentes fueron tratados con abuso físico y psicológico no provocado, por parte de la Iglesia Adventista del Séptimo Día liderazgo o personal de la iglesia. Como resultado, los davidianos defienden que el mensaje de La Vara enseña estrictamente a ser no disruptivos y pacíficos.